# Attilio Pavesi
Attilio Adolfo Pavesi (Caorso, 1º ottobre 1910 – José C. Paz, 2 agosto 2011) è stato un ciclista su strada e pistard italiano.
Fu campione olimpico nel 1932 nella prova individuale e in quella a squadre, e poi professionista e indipendente dal 1933 al 1935.

## Carriera
Originario del piacentino, undicesimo dei dodici figli di Angelo Pavesi e Maria Podestà, Attilio Adolfo Pavesi cominciò a gareggiare all'età di 15 anni; si mise in luce già tra i cadetti, con diverse vittorie che gli valsero il tesseramento nella Cesare Battisti di Milano, importante società dilettantistica di quel periodo. Dopo le vittorie di alcune gare, tra cui la Coppa Caldirola, e alcuni piazzamenti (terzo al Giro dell'Emilia 1930, quarto alla Coppa San Geo 1931, secondo al Giro dell'Umbria 1931), la carriera fu temporaneamente interrotta, nel 1931, dal servizio di leva.
Ritornò in attività con il trasferimento al Centro militare di educazione fisica della Farnesina, dove gli sportivi in servizio militare potevano dedicarsi quasi unicamente allo sport. Nel 1932 partecipò alla gara preolimpica di San Vito al Tagliamento, che terminò al quinto posto anche a causa di una caduta (vinse Giuseppe Zaramella), e fu convocato per i Giochi olimpici in programma a Los Angeles a inizio agosto. Arrivò negli Stati Uniti con il ruolo di riserva ma, visti i buoni allenamenti e la scarsa forma del titolare Zaramella, fu promosso tra i quattro titolari per la prova su strada del 4 agosto. In quella gara, un cronometro individuale su 100 chilometri, riuscì a sorpresa a imporsi terminando in 2h28'05", alla media di 40,514 km/h. I piazzamenti dei compagni Guglielmo Segato (secondo) e Giuseppe Olmo (quarto) consentirono ai tre di vincere anche l'oro nella classifica a squadre, stilata sommando i tempi dei migliori tre di ciascuna squadra.
Rientrato in Italia da trionfatore, passò indipendente nel 1933, ma non ottenne risultati importanti, anche a causa di un intervento mal riuscito alle tonsille. Nel 1934 partecipò comunque al Giro d'Italia, come isolato, e ottenne una vittoria di tappa al Giro di Toscana/Pontedera.

## Dopo il ritiro
Nel settembre 1937 raggiunse l'Argentina, dove già viveva la sorella Bianca, per disputare alcune corse tra cui la "Sei giorni del Luna Park" a Buenos Aires. Invece di rimanere solo una settimana, prolungò il soggiorno per quasi due anni, fino al 1939, quando decise di ripartire per l'Italia; mancando però navi passeggeri per tornare a causa delle tensioni politiche che avrebbero portato alla Seconda guerra mondiale, rinunciò e decise di stabilirsi definitivamente in Argentina, nella città di Sáenz Peña. In questa città aprì un negozio di biciclette e divenne organizzatore di gare di ciclismo e atletica; acquisì poi anche la cittadinanza argentina.
A 93 anni, nel 2003, tornò a Caorso per una visita. È morto il 2 agosto 2011 nella casa di riposo di José C. Paz che lo ospitava, all'età di 100 anni. Al momento della sua scomparsa era il più anziano vincitore olimpico ancora in vita.
Al suo nome è dedicato lo stadio velodromo di Fiorenzuola d'Arda, all'interno del quale è situato il museo a lui intitolato.

## Palmarès
- 1931 (dilettanti)

Coppa Caldirola
Gran Premio Aquilano
Coppa Bendoni
- 1932 (dilettanti)

Gran Premio Agostano
Giochi olimpici, Prova individuale
Giochi olimpici, Prova a squadre
- 1934 (Bianchi, una vittoria)

2ª tappa Giro di Toscana/Pontedera (Prato > Grosseto)

## Piazzamenti

### Grandi Giri
- Giro d'Italia

1934: 52º

### Classiche monumento
- Milano-Sanremo

1933: 62º

### Competizioni mondiali
- Giochi olimpici

Los Angeles 1932 - Individuale: vincitore
Los Angeles 1932 - A squadre: vincitore